# Барт, Гейнц
Гейнц Барт (нем. Heinz Barth; 15 октября 1920, Гранзе, Веймарская республика — 6 августа 2007, Гранзе, Германия) — оберштурмфюрер СС, командир роты 4-го моторизованного полка СС «Фюрер», входившего в состав 2-й танковой дивизии СС «Рейх», военный преступник, непосредственно причастный к массовому убийству в Орадур-сюр-Глане.

## Биография
Гейнц Барт родился 15 октября 1920 года. В 1938 году присоединился к национал-социалистическому механизированному корпусу (НСКК). 9 ноября 1939 года вступил в НСДАП (билет № 7844901). После окончания народной школы выучился на продавца текстиля. До января 1940 года работал по профессии в своем родном городе Гранзее.
18 февраля 1940 года был призван в резерв охранной полиции. Барт служил в 206-м полицейском батальоне дислоцированном в Находе. 1941 году после службы в Млада-Болеславе его подразделение было приписано к резервному полицейскому батальону в Колине. В период с конца сентября 1941 года по начало февраля 1942 года был откомандирован к командиру полиции порядка в Праге, где служил в штабе. Барт участвовал в карательной операции, в которой погибло 92 чеха. После окончания офицерской полицейской школы в Фюрстенфельдбрукке 19 декабря 1942 года ему было присвоено звание лейтенанта защитной полиции резерва и Барт был переведен в полицейское управление Франкфурта-на-Одере.
10 февраля 1943 года был зачислен в Войска СС. В рядах 10-й танковой дивизии СС «Фрундсберг» поступил на службу в качестве унтерштурмфюрера СС в городе Шале на юго-западе Франции в середине февраля 1943 года. Первоначально был командиром роты учебного подразделения из-за нехватки офицеров, а в сентябре-октябре 1943 года его назначили командиром взвода. В ноябре 1943 года части этой дивизии были переброшены в район Житомира для борьбы с советскими войсками. 20 ноября 1943 года был переведен в 2-ю танковую дивизию СС «Рейх» в качестве командира взвода 1-й роты 1-го батальона 4-го моторизованного полка СС «Фюрер».
С середины февраля 1944 года Барту было поручено обучение унтер-офицеров для нового формирования полка, которое было переведено обратно в юго-западную Францию. В мае 1944 года стал командиром 1-го взвода 3-й роты 1-го батальона 4-го танкового полка СС «Фюрер». 10 июня 1944 года участвовал в массовом убийстве в Орадур-сюр-Глане. 28 июня 1944 года был тяжело ранен на севере Франции, и ему ампутировали ногу. Во время последующего пребывания в госпитале 9 ноября 1944 года ему было присвоено звание оберштурмфюрера СС, и он был награжден железным крестом 2-го класса. В феврале 1945 года был выписан из военного госпиталя в Гранзее.
В марте 1945 года, опасаясь, что его привлекут к ответственности за действия во время войны, он покинул родной город, спасаясь от приближающейся советской армии, и остался в Шлезвиг-Гольштейне, где дожил до конца войны. Во время другого пребывания в военном госпитале в Бурге в мае/июне 1945 года Барту была выдана замена военного билета, в которой он был указан как лейтенант полиции, без указания его принадлежности к СС. В паспортах британских оккупационных властей он также был записан как лейтенант охранной полиции.
В июне 1946 года вернулся в родной город, где работал в потребительском кооперативе. 12 февраля 1953 года судом Бордо в связи с его причастностью к убийству 653 жителей в Орадур-сюр-Глане был заочно приговорён к смертной казни. 14 июля 1981 года был арестован и предстал перед судом в Восточном Берлине по обвинению в военных преступлениях. 7 июня 1983 года был приговорён к пожизненному тюремному заключению. Барт отбывал наказание в тюрьме Берлин-Хоэншёнхаузен. В сентябре 1997 года был освобождён по состоянию здоровья. Умер от рака в 2007 году.